# Kreidler Flory MF 23
Die Flory MF 23 ist ein Mofa der Firma Kreidler. Sie wurde von 1977 bis 1982 gebaut.

## Technik
Der liegende Motor war das Kennzeichen von Kreidler. Es handelt sich hier um einen fahrtwindgekühlten Zweitakt-Motor. Die Bohrung beträgt 40 mm, der Hub 39,7 mm. Das Mofa hat eine 3-Gang Handschaltung, eine Mehrscheibenkupplung im Ölbad und Verbundräder. Diese haben den Vorteil gegenüber Speichenrädern, dass sie praktisch wartungsfrei sind (z. B. Speichen nachziehen entfällt). Gebremst wird mit 120 mm Trommelbremsen vorne und hinten. Diese sind selbstzentrierend. Die Sitzbank ist hochklappbar. Die Instrumente bestehen aus dem serienmäßigen Tachometer und einem Drehzahlmesser als aufpreispflichtige Wunschausstattung.

## Weitere Fahrzeugdaten
Das Getriebe hat 3 Gänge. Geschaltet wird mit einer Drehgriff-Handschaltung mit Gang-Sichtfenster am Lenker. Das Anfahren im zweiten Gang ist problemlos möglich. Im Sichtfenster werden die Gangstufen 1, 2 und 3 angezeigt sowie 0 als Leerlauf. Das Mofa ist für eine Person zugelassen.
Das zulässiges Gesamtgewicht beträgt 170 kg. Bei einem Leergewicht von 65 kg resultiert daraus eine Zuladung von 105 kg. Es wurde ein Verbrauch von 2,6 Litern auf 100 km ermittelt. Mit einem Neupreis 1977 von 1.745 DM lag die Flory preislich am oberen Rand der Mitbewerber.
Von den handgeschalteten Dreigang-Mofas wurden mehr als 60.000 Stück abgesetzt.

## Impressionen
Die Internet-Seite jr.mopeds. de schreibt: Auf der Sitzbank konnte (unerlaubterweise) noch ein Beifahrer mitgenommen werden, dazu gab es unter dieser Sitzgelegenheit sogar noch die Möglichkeit, kleineres Gepäck oder die Fahrzeugpapiere direkt mit sich zu führen. Dazu kam, dass der Motor für die relativ geringe Leistung der MF23 geradezu überdimensioniert war, was ihm eine lange Lebensdauer garantiert. Die Kühlrippen halten z. B. fast mit denen der deutlich leistungsstärkeren Florett - Modelle mit. Der robust aufgebaute Motor in Kombination mit dem nikasilbeschichteten Zylinder sorgte dafür, dass auch heute noch die ein oder andere MF23 unterwegs ist.

## Daten aus der Allgemeinen Betriebserlaubnis (ABE)
Hersteller: Kreidlerwerke Kornwestheim, Typbezeichnung Flory 23.
Mit einem vorderen Ritzel von 11 Zähnen und einem Kettenrad hinten von 40 Zähnen ergibt sich eine Sekundärübersetzung von 3,63 : 1.
Der Vergaser hat die Typenbezeichnung Bing 1.10.126/A.
Der benötigte Kraftstoff ist Mischung Normalbenzin und Schmieröl (Verhältnis 1:50).
Die elektrische Anlage ist ein Bosch Schwunglicht-Magnetzünder mit einer Leistung von 6 Volt / 24 Watt.
Lieferbare Farben waren: Rotorange/Chromtank, ab Modell 1980: Signalrot/Chromtank oder Silber-Metallic/Chromtank. Ab Modell 1982 gab es Resedagrün-Metallic oder Burgund-Metallic, jeweils mit Chromtank.